# کاترین شوارتزنگر
کاترین شوارتزنگر (به انگلیسی: Katherine Schwarzenegger) (زاده ۱۳ دسامبر ۱۹۸۹) مؤلف آمریکایی است. او سه کتاب دربارهٔ خودیاری و یک کتاب دربارهٔ کودکان نوشته‌است. شوارتزنگر بزرگترین فرزند آرنولد شوارتزنگر و ماریا شرایور است.

## زندگی‌نامه
کاترین یونیس شوارتزنگر در لس‌آنجلس، کالیفرنیا متولد و بزرگ شد. او فرزند ارشد بازیگر و سیاستمدار اتریشی الاصل، آرنولد شوارتزنگر و ماریا شرایور، روزنامه‌نگار و نویسنده آمریکایی است. او از طریق پدربزرگ و مادربزرگ مادری‌اش، سارجنت شرایور و یونیس کندی شرایور اصالتی ایرلندی و آلمانی دارد. مادربزرگ او خواهر کوچکتر جان اف. کندی و پدربزرگش سفیر ایالات متحده آمریکا در فرانسه و نامزد حزب دموکرات در معاونت ریاست‌جمهوری در انتخابات ریاست‌جمهوری ایالات متحده آمریکا سال ۱۹۷۲ بود.
کاترین یک خواهر کوچکتر به نام کریستینا و دو برادر کوچکتر به نام‌های کریستوفر و پاتریک شوارتزنگر دارد. او همچنین از طریق پدرش یک برادر ناتنی به نام جوزف دارد.

## زندگی شخصی

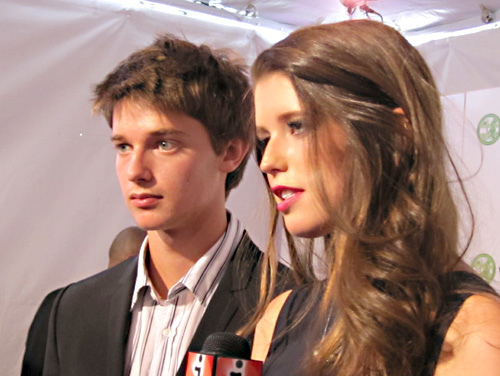
کاترین و برادر جوانترش، پاتریک شوارتزنگر در ۱۷ اکتبر ۲۰۱۰

کاترین شوارتزنگر در سال ۲۰۱۸ با کریس پرت، بازیگر آمریکایی، آشنا شد. آنها در ۱۳ ژانویه ۲۰۱۹ نامزدی خود را اعلام کردند و در ۸ ژوئن ۲۰۱۹ در مونتسیتو، کالیفرنیا ازدواج کردند. اولین فرزند آنها در اوت ۲۰۲۰ به دنیا آمد.